# Arkys toxopeusi
Arkys toxopeusi är en spindelart som först beskrevs av Eduard Reimoser 1936.  Arkys toxopeusi ingår i släktet Arkys och familjen hjulspindlar. Inga underarter finns listade i Catalogue of Life.